# Уплатнівське водосховище
 Уплатнівське водосхо́вище — невелике руслове водосховище на балці — притоці річки Тернівка. Розташоване в Близнюківському районі Харківської області.
- Водосховище побудовано в 1976 році за проектом Харківської філії інституту «Укрдіпроводгосп».
- Призначення — зрошення, риборозведення, рекреація.
- Вид регулювання — багаторічне.

## Основні параметри водосховища
- нормальний підпірний рівень — 102,2 м;
- форсований підпірний рівень — 103,5 м;
- рівень мертвого об'єму — 98,5 м;
- повний об'єм — 1,58 млн м³;
- корисний об'єм — 1,28 млн м³;
- площа дзеркала — 58 га;
- довжина — 2,2 км;
- середня ширина — 0,26 км;
- максимальні ширина — 0,39 км;
- середня глибина — 2,4 м;
- максимальна глибина — 5,2 м.

## Основні гідрологічні характеристики
- Площа водозбірного басейну — 62 км².
- Річний об'єм стоку 50 % забезпеченості — 7,65 млн м³.
- Паводковий стік 50 % забезпеченості — 7,35 млн м³.
- Максимальні витрати води 1 % забезпеченості — 62 м³/с.

## Склад гідротехнічних споруд
- Глуха земляна гребля довжиною — 381 м, шириною — 10 м. Закладення верхового укосу — 1:8, низового укосу — 1:2,5.
- Шахтний водоскид із монолітного залізобетону висотою — 5,7 м, розмірами 2(3,5х3,0)м.
- Водоскидний тунель двохвічковий із монолітного залізобетону розмірами 2(3,5х3,0)м, довжиною — 30 м.
- Донний водоспуск з двох сталевих труб діаметром 400 мм, обладнаний засувками.

## Використання водосховища
Водосховище було побудовано для зрошення в колгоспі «Зоря комунізму» Близнюківського району.
На даний час використовується риборозведення.